# Gornje Jesenje
Gornje Jesenje – wieś w Chorwacji, w żupanii krapińsko-zagorskiej, w gminie Jesenje. W 2011 roku liczyła 749 mieszkańców.